# 돛자리 람다
돛자리 람다(λ Velorum, λ Vel) 또는 공식 명칭 수하일(Suhail)은 남반구 하늘의 돛자리 방향에 있는 항성이다. 평균 겉보기등급은 2.21로 별자리 내에서 세 번째로 밝으며 밤하늘 전체에서도 밝은 축에 속하는 항성이다. 이 별까지의 거리는 시차 기법을 이용하여 직접 측정할 수 있으며 그 값은 지구로부터 약 545 광년 (167 파섹)이다.

## 명칭
돛자리 람다 λ Velorum는 바이어 명명법에 따른 명칭이다.
전통적인 아랍어 명칭은 السهيل الوزن (수하일 알 와즌)이나 근대 항해별로서 수하일 Suhail 로 축약되어 불려 왔다. 람다별 이외에도 '수하일'(아랍어권에서 흔한 남성의 성)은 전통적으로 카노푸스, 돛자리 감마(알 수하일 알 물리프), 고물자리 제타(수하일 하다르) 등 최소 세 별을 가리키는 명칭이었다. 2016년 8월 21일 국제천문연맹 산하 WGSN(항성명칭 워킹그룹)은 돛자리 람다별에 수하일 Suhail 을 공식 고유명칭으로 부여했으며 이 명칭은 현재 IAU 항성명칭목록에 등재되어 있다.(카노푸스는 원래 명칭을 그대로 부여받았으며 고물자리 제타는 나오스 Naos를 부여받았다.)
중화권에서 수하일은 천기(天記)를 구성하는 유일한 항성으로 단독 명칭 역시 동일하다. 천기는 서구식으로 Tseen Ke 로 표기되기도 하나 R. H. 앨런은 Tseen Ke 가 돛자리 프시의 명칭이며 그 뜻은 '하늘의 기록물'이라고 주장했다.

## 특성
돛자리 람다의 외포층 유효 온도는 약 4000 켈빈으로 이 온도에서 람다는 K형 항성의 오렌지색 빛을 뿜는다. 람다의 변광성 분류는 Lc형으로 겉보기 등급이 +2.14와 +2.30 사이에서 변화하는 느린 불규칙 변광성이다.
람다별은 중심핵 영역에 있는 수소를 소진한, 진화가 진척된 항성이다. 질량은 대략 태양의 일곱 배이다. 람다는 점근거성가지(AGB)상에 있든지 혹은 여기에 접근하는 중인 것 같으나, 적색거성가지(RGB)상에 있는 질량이 좀 더 큰 별일 가능성도 배제할 수 없다. 람다는 점근거성가지 항성 단계이기에 중심핵은 활력이 상실된 탄소 및 산소로 이루어져 있으며 대신 중심핵 바깥에 있는 층 두 개에서 헬륨과 수소를 융합하고 있다. 항성의 외포층은 확장되어 두껍고, 대류 활동을 하며, 수소를 태우는 층을 만든 상태이고 이 외포층은 자기장을 형성하고 있다. 이 자기장의 람다별 표면에서의 힘은 1.72 ± 0.33 G로 측정되었다. 무거운 항성들은 가벼운 별들보다 수소 연료를 빠르게 사용하므로 돛자리 람다의 나이는 대략 3200만 년에 불과한 것으로 보인다.
돛자리 람다는 중간 정도 질량의 항성들 중 상한선에 해당되는 별로 최후를 행성상성운 및 백색왜성의 형태로 맞게 될 것이다. 하지만 II형 초신성을 일으킬 정도로 무거울 가능성은 있다.